# Metrioptera brachyptera
Metrioptera brachyptera је врста инсекта из реда правокрилаца - Orthoptera.

## Распрострањење
Широко је распрострањена у Европи и Азији. Насељава планине и среће се на висинама до 2.500 мнв. У Србији насељава планине западног дела земље.

## Опис
Основна боја је тамно смеђа до црна, док су крила и глава зелени. Величина мужјака је између 13-17 мм, док је женка нешто крупнија са дужином тела од 17-21 мм. Овипозитор је изузетно дуг, величине од 9, па чак до 12 мм.

## Биологија
Одрасле јединке могу се наћи од краја јуна до новембра. Женка полаже јаја у влажно тло, маховину или стабљике биљака. Након тога може проћи неколико година док се не излегу, затим пролазе 6 фаза пресвлаћења.

## Угроженост и заштита
Бројност популација у Европи је у опадању, иако је врста означена као најмања брига. Станишта ове врсте су угрожена коришћење ливадског земљишта и исушивањем влажних ливада. Због дугог периода развоја, врста зависи од екстензивног сточарства.

## Синоними
- Metrioptera alpinus Fieber, 1853
- Metrioptera insignita Bey-Bienko, 1926
- Platycleis raia Burr, 1899
- Decticus tibialis Fischer von Waldheim, 1846